# Hotel Føroyar
Hotel Føroyar i Tórshavn er med 216 senge Færøernes største hotel og sammen med Hotel Hafnia det eneste med fire stjerner i landet (siden 2004).
Hotellet blev bygget og grundlagt i 1983 som Hotel Føroyar, et par år senere skiftede det navn til Hotel Borg, da rederen Jákup Joensen (også kaldet Jákup í Lopra) købte hotellet. Hotellet var fra 1991 ejet af Smyril Line men  blev 2005 solgt til en gruppe af hotellets personale.
Hotel Føroyar er designet af de danske arkitekter Friis & Moltke.
Ved siden af hotellet findes Vallaraheimið Kerjalon, Vandrehjemmet Kerjalon.
Der fandtes et andet Hotel Føroyar, før det nye blev bygget. Det gamle lå nede i den østre havn i Tórshavn, ved Kongabrúgvin i den bygning, hvor Tryggingarsambandi Føroyar er nu. Det var ejerne af det gamle Hotel Føroyar, som lod det nye bygge. Direktør var Meinhard Jensen.

## Ekstern henvisning
- Hotel Føroyar